# Mourenx
Mourenx – miejscowość i gmina we Francji, w regionie Nowa Akwitania, w departamencie Pireneje Atlantyckie.
Według danych na rok 1990 gminę zamieszkiwało 7460 osób, a gęstość zaludnienia wynosiła 1177 osób/km² (wśród 2290 gmin Akwitanii Mourenx plasuje się na 48. miejscu pod względem liczby ludności, natomiast pod względem powierzchni na miejscu 1333.).
Miasto zbudowane zostało od podstaw pod koniec lat 50. XX wieku jako zaplecze mieszkalno-usługowe dla pracowników zakładów wydobycia gazu ziemnego w pobliskim Lacq.